# Alv Erlingsson
Alv Erlingsson den yngre, norsk baron och jarl, död 1290, tillhörde Tanberg-ätten från Norderhov på Ringerike och var son till baron Erling Alvsson. Erling var son till lendmannen Alv Erlingsson den äldre (död omkring 1240) och Skule Bårdssons syster, ett släktskap som knyter Tanberg-ätten till kungahuset. Alv Erlingsson den yngre var kung Magnus Lagaböters syssling. Han blev utnämnd till jarl och var kungens sysselmann i Sarpsborg. I utlandet titulerade han sig därför Comes de Saresburg, greve av Sarpsborg. Alv Erlingssons sigill utgjorde senare underlaget till Sarpsborgs stadsvapen. 
År 1284 fångade Alv med en kaparflotta en mängd hansaskepp och i det följande kriget mot de tyska städerna härjade han även i Danmark och företrädde överhuvud taget en äventyrlig utrikespolitik. År 1287 anföll han Oslo, som tillhörde kung Eriks bror Håkon, men besegrades kort därefter och flydde till Sverige. År 1290 tillfångatogs han vid Helsingborg och steglades.